# Бунлыа Тхепсуван
Бунлыа Тхепсуван (тайск.:หม่อมหลวงบุญเหลือ เทพยสุวรรณ; 13 декабря 1911 года — 7 июня 1982 года, Бангкок, Таиланд) — тайская романистка, преподаватель, ученый.

## Детство, образование
Родилась в семье Чао Пхрайа Тхевета, высокопоставленного чиновника, и Мом Нуал, танцовщицы. Детство провела в Бангкоке. Ее отец был дальним родственником короля Рамы II. Он занимал важный пост в правительстве короля Рамы V Чулалонгкорна. Как позже писала сама Бунлыа Тхепсуван: «Наша семья была невероятно большой…». У отца было 40 жён и 32 ребенка (Бунлыа была самой младшей дочерью). Тем не менее, Бунлыа не была обделена родительским вниманием и в детстве, и в юности. Отец позаботился, чтобы она получила прекрасное образование. После школы поступила в университет имени Чулалонгкорна в Бангкоке на факультет тайского языка и литературы. Получив степень бакалавра, в 1950 году поступила на программу магистратуры в университет Миннесоты в США. Кроме того, после окончания университета имени Чулалонгкорна получила должность в правительстве Таиланда.

## Карьера
Работала преподавателем литературы в школе, а затем получила должность в Министерстве образования Таиланда. В 1970 году вышла замуж. В эти годы Бунлыа пережила творческий подъем: выпустила пять романов, а также ряд эссе о тайской литературе, которые, как считают многие тайские литературоведы, стали послужили основой для развития современной тайской литературной критики. Некоторые работы Бунлыа были переведены на английский язык. Кроме того, сама писательница занималась переводами английских рассказов на тайский язык. Бунлыа Тхепсуван в совершенстве владела английским и французским языками.
Романы и многочисленные короткие рассказы Бунлыа высоко оценивались литературоведами. В своих произведениях писательница затрагивала такие темы, как: необходимость образования, независимость женщин и их равные права в обществе, переоценка отношений между мужчиной и женщиной, необходимость сохранения традиций в развивающемся обществе. Ее самая противоречивая работа «Саратнари» («Женская земля») — утопический рассказ о том, как в одном государстве мужчины и женщины поменялись ролями.
В 1968 году стала основателем факультета изящных искусств в кампусе университета Синлапакон.

## Личная жизнь
Сестра Бунлыа, Бупха Нимманхемин, тоже занималась писательской деятельностью. Свои произведения Бупха публиковала под псевдонимом Докмайсот. 